# العشرينيات الذهبية (ألمانيا)

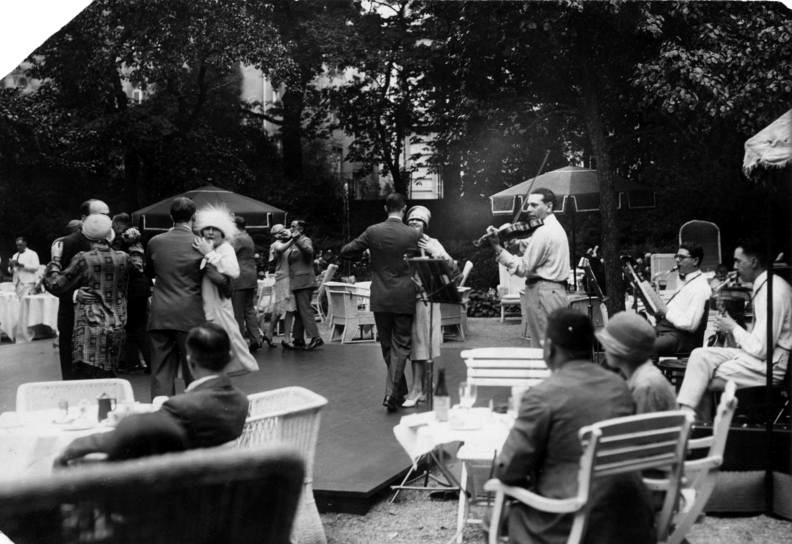
رقصة الشاي في حديقة فندق Esplanade ، برلين ، 1926

العشرينيات الذهبية ، والمعروفة أيضاً باسم عشرينيات السعادة ((بالألمانية: Glückliche Zwanziger Jahre)‏)، هي فترة زمنية مدتها خمس سنوات كانت خلال عقد العشرينيات من القرن الماضي في ألمانيا. بدأ العصر في عام 1924 بعد نهاية التضخم الجامح الذي أعقب الحرب العالمية الأولى وانتهى بانهيار وول ستريت عام 1929 .
غالبًا ما يتم تطبيق المصطلح الألماني العشرينيات الذهبية (Goldene Zwanziger Jahre) على تجربة ذلك البلد في النمو الاقتصادي الصحي، وتوسيع القيم الليبرالية في المجتمع واندفاع الجهود التجريبية والإبداعية في مجال الفن.
قبل هذه الفترة، شهدت جمهورية فايمار مستويات تضخم قياسية بلغت تريليون في المائة بين يناير 1919 ونوفمبر 1923. كان التضخم شديدًا لدرجة أن العملة المطبوعة غالبًا ما كانت تستخدم كوقود محلي، وتحتاج تكلفة المتطلبات اليومية مثل الطعام والصابون والكهرباء إلى عربة يدوية مليئة بالأوراق النقدية. كان ذلك فقط بعد إجراءات الإصلاح الإقتصادي الجذرية التي أطلقتها جمهورية فايمار، مثل إدخال عملة جديدة، والعملة الرينتينية، وتشديد الرقابة المالية وتقليل العقبات البيروقراطية التي أدت إلى بيئة من الاستقرار الاقتصادي والازدهار في ألمانيا.
في الولايات المتحدة، كانت الفترة المقابلة تسمى العشرينيات الصاعدة. في فرنسا، كانت تُعرف باسم Les Années folles.

## العشرينيات الذهبية في ألمانيا

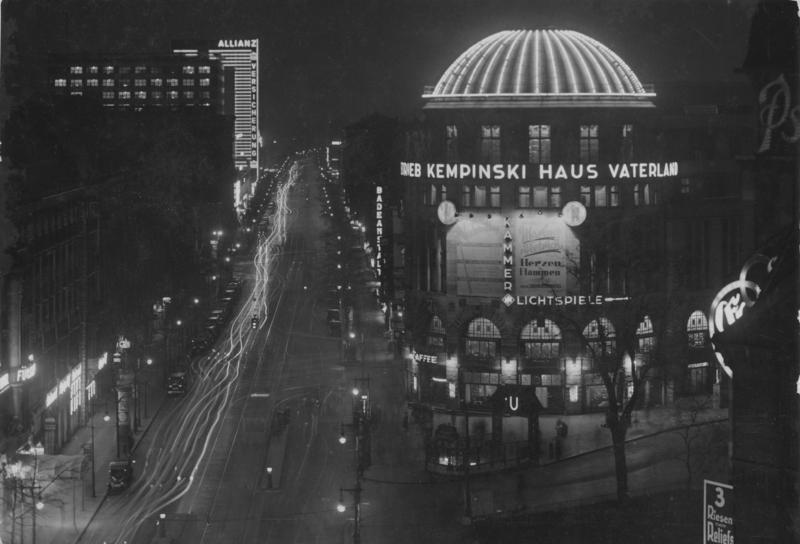
كانت معابد التسلية مثل Haus Vaterland في برلين رموزًا للحريات الجديدة في عشرينيات القرن الماضي

غالبًا ما يُشار إلى العشرينيات الذهبية في ألمانيا على أنها «وقت مستعار»، مما عنى أن استكشاف الفنون والعلوم الإنسانية والحرية والاستقرار المالي هذه المرة كانت غير نمطية وستنتهي قريبًا. كانت الولايات المتحدة الدولة الوحيدة التي خرجت من الحرب العالمية الأولى دون سداد ديون أو تعويضات. كانت ألمانيا مثقلة بالديون الضخمة بعد نهاية الحرب العالمية الأولى، وكان عليها أن تقترض من الولايات المتحدة لمجرد البقاء على قيد الحياة. لم يكن هناك أي معطيات تؤشر إلى أنه سيكون هناك انهيار في سوق الأسهم مع تداعيات عالمية لاحقة، وأن هذا الإنهيار سيؤدي إلى خراب ألمانيا ويكون سبباً رئيسياً لتمهيد الطريق لهتلر للوصول إلى السلطة. وهكذا، ظهر تعبير «الوقت المستعار» الذي كان بالفعل الهدوء الذي يسبق العاصفة.
شاركت ألمانيا العديد من التوجهات الاجتماعية المماثلة مع فرنسا وأمريكا في ذلك الوقت، مثل قصة الشعر النسائية الشهيرة المسماة «بوب»، واستكشاف أزياء الملابس وظهور راقصات النوادي الليلية والعروض والرقص المسمى ب«تشارلستون».

## ظهور الملهى الليلي
كان رقص الكباريه أول شكل من أشكال «رقص التعري». غالبًا ما كان العملاء يجلسون على طاولة في ملهى ليلي أو حانة وينتظرون الاستمتاع برقصات وعروض فتيات شبه عاريات.
كانت أنيتا بربر  راقصة ملهى مشهورة، حتى سيئة السمعة خلال هذا الوقت. عُرف عنها أنها رقصت عارية فوق طاولات عملائها، وغالبًا أثناء تبولها عليهم وعلى الطاولة و / أو ضربهم بزجاجات الشمبانيا. 

## شخصيات بارزة خلال تلك الفترة
- كانت مارلين ديتريش ممثلة ومغنية ألمانية أمريكية.
- كان توماس مان (6 يونيو 1875 - 12 أغسطس 1955) روائيًا ألمانيًا، وكاتب قصة قصيرة، وناقدًا اجتماعيًا، ومحسنًا، وكاتب مقالات، والحائز على جائزة نوبل في الأدب عام 1929. اشتهر خلال هذا الوقت بكتابة رواية The Magic Mountain (Der Zauberberg).
- كان فريتز لانغ مدير متروبوليس، وهو فيلم درامي ملحمي وخيال علمي ألماني تعبيري عام 1927. يُعد هذا الفيلم الشهير مبدعًا لتأثيراته الخاصة المتقدمة وتصويره للموضوعات التكنولوجية والعلمية.
- أنيتا بربر (10 يونيو 1899-10 نوفمبر 1928) كانت راقصة وممثلة وكاتبة ألمانية كانت موضوع إحدى لوحات أوتو ديكس. عاشت خلال فترة فايمار.
- أوتو ديكس (2 ديسمبر 1891-25 يوليو 1969) كان رسامًا وصانع طباعة ألمانيًا اشتهر بتصويره الواقعي القاسي لمجتمع فايمار ووحشية الحرب. إلى جانب جورج جروسز، يُعتبر على نطاق واسع أحد أهم الفنانين في اتجاه New Objectivity (Neue Sachlichkeit).

## روابط خارجية
- أزياء العشرينيات الذهبية (1920-1923)
- http://www.cabaret-berlin.com/؟p=264 '
- https://www.wsj.com/articles/SB10001424052970203471004577141353667947254
- https://courses.cit.cornell.edu/his452/Alcohol/germancabaret.html#an4
- https://web.archive.org/web/20161021094808/http://www.planet-schule.de/wissenspool/20er-jahre/inhalt/hintergrund.html